# Jarret Stoll
Pour les articles homonymes, voir Stoll.
Jarret Stoll (né le 24 juin 1982 à Melville, Saskatchewan, Canada) est un joueur professionnel canadien de hockey sur glace.

## Carrière de joueur
En 1997, il commence sa carrière avec les Ice d'Edmonton de la Ligue de hockey de l'Ouest. Il a initialement été repêché par les Flames de Calgary lors du repêchage d'entrée dans la LNH 2000, à la 46e position. Cependant, il n'a pas réussi à s'entendre avec l'organisation pour signer un contrat et a donc été admissible à nouveau lors du repêchage 2002. Les Oilers d'Edmonton l'ont alors sélectionné à la 36e position.
Après avoir passé une saison avec le club-école des Oilers d'Edmonton, les Bulldogs de Hamilton, Stoll a évolué avec les Oilers en tant que joueur régulier. Toutefois, en raison du lock-out dans la LNH au cours de la saison 2004-2005, il a disputé une autre saison dans la Ligue américaine de hockey, avec les Roadrunners d'Edmonton.
Stoll est reconnu pour son habileté à remporter les mises au jeu.
Le 11 juin 2012, il remporte la Coupe Stanley 2012 avec les Kings de Los Angeles. Il remporte une deuxième Coupe Stanley avec les Kings en 2014.
Le 18 avril 2015, il est arrêté pour possession de substances illicites, dont la cocaïne et l'ecstasy. 
Laissé libre par les Kings, il signe le 10 août 2015 un contrat d'un an avec les Rangers de New York. Après avoir récolté que trois points en 29 matchs lors du début de la saison 2015-2016, il est placé au ballotage et est réclamé par le Wild du Minnesota.

## Statistiques en carrière
| Saison     | Équipe                 | Ligue      |     | Saison régulière | Saison régulière | Saison régulière | Saison régulière | Saison régulière |    | Séries éliminatoires | Séries éliminatoires | Séries éliminatoires | Séries éliminatoires | Séries éliminatoires |
| Saison     | Équipe                 | Ligue      | PJ  | B                | A                | Pts              | Pun              | PJ               | B  | A                    | Pts                  | Pun                  |                      |                      |
| 1997-1998  | Ice de Kootenay        | LHOu       | 8   | 2                | 3                | 5                | 4                | -                | -  | -                    | -                    | -                    |                      |                      |
| 1998-1999  | Ice de Kootenay        | LHOu       | 57  | 13               | 21               | 34               | 38               | 4                | 0  | 0                    | 0                    | 2                    |                      |                      |
| 1999-2000  | Ice de Kootenay        | LHOu       | 71  | 37               | 38               | 75               | 64               | 20               | 7  | 9                    | 16                   | 24                   |                      |                      |
| 2000-2001  | Ice de Kootenay        | LHOu       | 62  | 40               | 66               | 106              | 105              | 11               | 5  | 9                    | 14                   | 22                   |                      |                      |
| 2001-2002  | Ice de Kootenay        | LHOu       | 47  | 32               | 34               | 66               | 64               | 22               | 6  | 13                   | 19                   | 35                   |                      |                      |
| 2002-2003  | Bulldogs de Hamilton   | LAH        | 76  | 21               | 33               | 54               | 86               | 23               | 5  | 8                    | 13                   | 25                   |                      |                      |
| 2002-2003  | Oilers d'Edmonton      | LNH        | 4   | 0                | 1                | 1                | 0                | -                | -  | -                    | -                    | -                    |                      |                      |
| 2003-2004  | Oilers d'Edmonton      | LNH        | 68  | 10               | 11               | 21               | 42               | -                | -  | -                    | -                    | -                    |                      |                      |
| 2004-2005  | Roadrunners d'Edmonton | LAH        | 66  | 21               | 17               | 38               | 92               | -                | -  | -                    | -                    | -                    |                      |                      |
| 2005-2006  | Oilers d'Edmonton      | LNH        | 82  | 22               | 46               | 68               | 74               | 24               | 4  | 6                    | 10                   | 24                   |                      |                      |
| 2006-2007  | Oilers d'Edmonton      | LNH        | 51  | 13               | 26               | 39               | 48               | -                | -  | -                    | -                    | -                    |                      |                      |
| 2007-2008  | Oilers d'Edmonton      | LNH        | 81  | 14               | 22               | 36               | 74               | -                | -  | -                    | -                    | -                    |                      |                      |
| 2008-2009  | Kings de Los Angeles   | LNH        | 74  | 18               | 23               | 41               | 68               | -                | -  | -                    | -                    | -                    |                      |                      |
| 2009-2010  | Kings de Los Angeles   | LNH        | 73  | 16               | 31               | 47               | 40               | 6                | 1  | 0                    | 1                    | 4                    |                      |                      |
| 2010-2011  | Kings de Los Angeles   | LNH        | 82  | 20               | 23               | 43               | 42               | 5                | 0  | 3                    | 3                    | 0                    |                      |                      |
| 2011-2012  | Kings de Los Angeles   | LNH        | 78  | 6                | 15               | 21               | 60               | 20               | 2  | 3                    | 5                    | 18                   |                      |                      |
| 2012-2013  | Kings de Los Angeles   | LNH        | 48  | 7                | 11               | 18               | 28               | 12               | 0  | 1                    | 1                    | 4                    |                      |                      |
| 2013-2014  | Kings de Los Angeles   | LNH        | 78  | 8                | 19               | 27               | 48               | 26               | 3  | 3                    | 6                    | 18                   |                      |                      |
| 2014-2015  | Kings de Los Angeles   | LNH        | 73  | 6                | 11               | 17               | 58               | -                | -  | -                    | -                    | -                    |                      |                      |
| 2015-2016  | Rangers de New York    | LNH        | 29  | 1                | 2                | 3                | 20               | -                | -  | -                    | -                    | -                    |                      |                      |
| 2015-2016  | Wild du Minnesota      | LNH        | 51  | 3                | 3                | 6                | 16               | 4                | 0  | 0                    | 0                    | 4                    |                      |                      |
| Totaux LNH | Totaux LNH             | Totaux LNH | 872 | 144              | 244              | 388              | 618              | 97               | 10 | 16                   | 26                   | 72                   |                      |                      |